# Партене
Партене (фр. Parthenay) — город во Франции (регион Новая Аквитания, департамент Дё-Севр), супрефектура одноимённого округа.

## История
Городок, расположенный в 40 км к северу от Ньора, по преданию, основала Мелюзина. Первые достоверные упоминания о нём относятся к началу 11 века. Жители имели доход за счёт паломников, направлявшихся по Пути св. Иакова, занимались ткачеством, дублением и скотоводством. Около 1227 года в Партене появился замок, перестроенный в XV веке. В 1419 году был осаждён войсками дофина Карла, будущего короля Франции Карла VII.
В XVII-XVIII веках имение принадлежало герцогам де Мейре. Во время Революции в Партене непродолжительное время находился административный центр Дё-Севра. В XIX веке увеличился спектр занятий горожан, важной вехой стало появление железной дороги. Несколько городских зданий получили статус памятников архитектуры.
В настоящее время многие традиционные ремёсла прекратили существование, жители заняты в агропромышленном комплексе и машиностроении.
Достопримечательности местечка — замок, городские стены и ворота, средневековые улицы, романская церковь св. Креста, храм св. Лаврентия, сочетающий романские и готические элементы, францисканская капелла.

## Города-побратимы
- Манакара
- Вайнштадт
- Арнедо
- Абрантеш
- Цевие
- Типперэри
- Эдмундстон

1. 1 2  база данных о французских коммунах — Национальный географический институт Франции, 2015.
2. ↑  https://data.geopf.fr/telechargement/download/GEOFLA/GEOFLA_2-2_COMMUNE_SHP_LAMB93_FXX_2016-06-28/GEOFLA_2-2_COMMUNE_SHP_LAMB93_FXX_2016-06-28.7z — 2016.